# Yo! MTV Raps
Yo! MTV Raps était une émission de musique américaine de deux heures qui fut diffusée d'août 1988 à août 1995. L'émission (créée par Ted Demme et Peter Dougherty) reprend le show hip-hop animé par Sophie Bramly, Yo!, sur MTV Europe. Présentée par Doctor Dre (à ne pas confondre avec l'ex-N.W.A. Dr. Dre), Ed Lover et Fab 5 Freddy elle débuta sur MTV le 6 août 1988.

## Histoire
En 1987, Sophie Bramly créé, anime et produit Yo! sur MTV Europe. Afrika Bambaataa est le premier invité, précédant N.W.A, Public Enemy, LL Cool J, Ice-T, De La Soul, Eric B. & Rakim, EPMD ou Ultramagnetic MCs. Le groupe Run-DMC présenta l'émission pilote. Furent également présent lors du pilote, DJ Jazzy Jeff & the Fresh Prince. Le clip de Eric B.  Rakim, Follow the Leader, fut le premier clip diffusé dans Yo! MTV Raps. Le pilote fit la meilleure audience jamais établie sur MTV à cette époque. Il n'y eut que les Video Music Award et le Live Aid à faire plus d'audience.

## La version weekend et la version semaine
De plus, dans l'émission figuraient des interviews de star du rap, les showcases studio en live du vendredi et des sketches. Au début, l'émission n'était diffusée qu'une fois par semaine, mais s'étendit à six jours par semaine alors que la popularité allait grandissant. Initialement, Yo! MTV Raps était diffusée uniquement le weekend (présentée par Fab 5 Freddy), mais devint suffisamment populaire pour garantir une diffusion quotidienne (présentée par Ed Lover, Doctor Dre ainsi que par T-Money et Todd-1). Ed Lover et Doctor Dre ne se connaissaient même pas avant d'être engagés par MTV pour présenter la version quotidienne de l'émission en 1989.
La version weekend de Yo! MTV Raps, présentée par Fab 5 Freddy durait deux heures. La version semaine, présentée par Ed Lover et Doctor Dre durait, elle, une heure et fut rebaptisée Yo! MTV Raps Today. En général, l'émission du weekend, présentée par Fab 5 Freddy, était tournée à l'extérieur et Freddy y interviewait un invité spécial par semaine. L'émission de Ed/Dre, la semaine, était tournée en studio à New York.

## "Down with MTV"
Naughty by Nature (NBN) fut l'un des artistes les plus populaires qui soit passé dans Yo! MTV Raps. Quand MTV démarra sa campagne de promotion "down with MTV" en 1992, l'énorme succès que fut "O.P.P." de NBN servit de base musicale.

## Censure et baisse d'audience
Les audiences baissèrent après que fut retiré de l'antenne en 1991 le clip de Public Enemy "By the time I get to ARizona" se plaignant que celui-ci était trop violent. Yo! MTV Raps fut également à deux doigt de refuser la diffusion du clip de Cypress Hill, "How I Could Just Kill a Man". Ce ne fut qu'après l'intervention de la vice-présidente du département développement Music & Artist, Sheri Howell, que MTV changea d'avis. À partir de 1993, MTV ne programma Yo! MTV Raps qu'une fois par semaine, pendant deux heures, le vendredi après minuit.

## La fin deYo!
La dernière de Yo! MTV Raps eut lieu le 17 août 1995. La dernière fut mémorable de par la session freestyle qui la clôtura et le nombre de stars de la scène HipHop à y avoir participé. Salt-N-Pepa se distingua par son passage lors de la première (plus précisément la première émission présentée par Fab 5 Freddy) et la dernière de Yo! MTV Raps.
De 1996 à 1999, MTV la rebaptisa tout simplement Yo!. La version rebaptisée était de loin beaucoup plus dépouillée. À la place de Fab 5 Freddy, Ed Lover et Doctor Dre, Yo! était présenté par des invités connus une fois par semaine. À partir de 1998, Yo! n'avait plus de présentateurs invités et devint une émission d'une heure chaque vendredi tard dans la nuit. Elle était présentée par Angie Martinez et Fatman Scoop de façon régulière.
En 2000, l'émission HipHop sur MTV devint Direct Effect, connue depuis 2006 sous le nom de Sucker Free. Elle est diffusée trois fois par semaine vers 19h00 et est une des rares émissions de clip vidéo sur MTV avec les diffusions de clip de la nuit et du petit matin et Total Request Live. En effet MTV continue de se concentrer sur les émissions non-vidéo musicale et plus spécialement sur les émissions de télé-réalité (sic).

## Concurrence
En janvier 1989, l'ancienne rivale BET se posa en challenger quand elle créa Rap City (une émission de deux heures également). Aujourd'hui (avril 2007), cette émission est celle qui a la plus longue durée de vie avec 18 ans d'existence.

## Moments forts
- Une fois, Ed Lover et Doctor Dre remplacèrent au pied levé l'autre Dr. Dre et Snoop Dogg lors d'un concert. Dr. Dre et Snoop Dogg avaient raté leur avion. Résultat: les deux présentateurs chantèrent "Deep Cover" en live à leur place (alors même qu'Ed Lover ne connaissait pas toutes les paroles).
- Lors d'un passage de MC Hammer (accompagné par Fab 5 Freddy), l'une des danseuse que Hammer avait auditionné était une certaine Jennifer Lopez.
- En 1993, lors d'une interview de Tupac Shakur et du réalisateur de Poetic Justice John Singleton, Shakur reconnut clairement devant la caméra avoir agressé les frères Hughes, qui n'avaient pas retenu Shakur pour un rôle dans leur film Menace II Society. Finalement, l'interview avait fourni toutes les preuves nécessaires (vu qu'il n'y avait aucun témoin direct de l'agression) pour condamner Shakur à 15 jours de prison. Lors de l'aveu face caméra de Shakur, Ed Lover essaya de le retenir avant que Shakur ne dise rien de plus choquant ou incriminant.
- En 1993, Fab 5 Freddy, fit une interview dont l'atmosphère était particulièrement lourde avec The Leaders of the New School. Ce qui rendit l'atmosphère si lourde fut le comportement d'un membre du groupe, Charlie Brown, dont on disait que la popularité croissante d'un autre membre, Busta Rhymes, l'agaçait de plus en plus. Par ailleurs, Leaders Of the New School, devaient se séparer peu après leur apparition dans Yo! MTV Raps en 1993.
- Lors d'un épisode en 1995 (la dernière année de Yo! MTV Raps), un Ol' Dirty Bastard visiblement saoul réussi malgré tout à lâcher un freestyle, même après que Ed Lover a essayé de l'arrêter. ODB à surement dû revenir à ses esprits car il demanda alors à Ed Lover ce qu'il venait de dire.

## Cinéma
Une partie de l'équipe de l'émission participe au film Who's the Man? en 1993, ainsi que de nombreuses personnalités du rap.